# Brittiska Somaliland
Brittiska Somaliland, officiellt British Somaliland Protectorate, var ett brittiskt protektorat på norra delen av Afrikas horn vid Adenviken. Det gränsade i nordväst till Franska Somaliland, i söder till Etiopien och i öster till Italienska Somaliland. Området blev  självständigt 26 juni 1960 som staten Somaliland, 1 vecka senare bildade det en union med Somalia. 

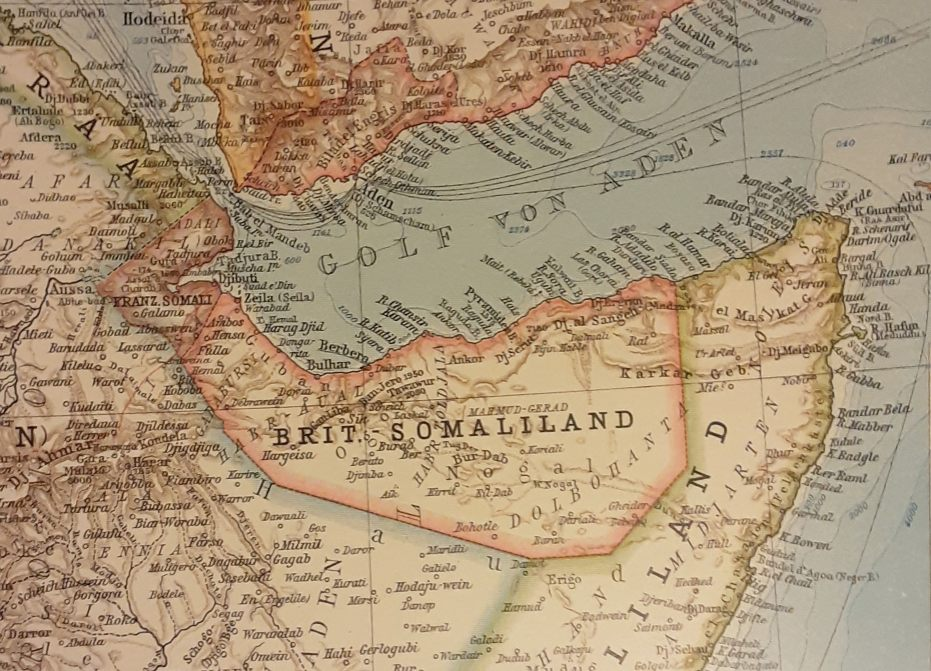
Brittiska Somaliland, 1906

Huvudstad var kuststaden Berbera till 1941 och därefter Hargeisa i det inre av landet vilken även är huvudstad i nuvarande Somaliland. Från 800-talet till slutet av 1800-talet var staden Zeila i områdets nordvästra del den viktigaste arabiska orten på Somalilands kust och var centrum för handeln för det kristna Etiopien och det islamiska Arabien.
Området hade dominerats av Egypten under 1870-talet. När egyptierna drog sig tillbaka från området 1884 besattes det av britterna som där upprättade ett protektorat med en garnison i staden Aden i Jemen. Förvaltningen av området sköttes först från Brittiska Indien men togs 1898 över av brittiska regeringen.
Under andra världskriget intogs Brittiska Somaliland av italienska trupper i augusti 1940 och blev en del av Italienska Östafrika. Det återerövrades av britterna i mars 1941. Den 26 juni 1960 blev området den självständiga Staten Somaliland, men efter några dagar senare förenades det nyligen självständiga staten Somaliland med den italienska besittningen Italienska Somaliland för att bilda det självständiga Somalia, som utropades 1 juli 1960.
Sedan staten Somalia fallit samman i kaos utropade sig det gamla Brittiska Somaliland självständigt 17 maj 1991 under namnet Republiken Somaliland.